# Rangareddi (distrito)
O distrito de Rangareddi é um distrito do estado indiano de Telanganá. Tem uma área de 5.031 km². Sua capital é a cidade de Kongara Kalan.
Segundo o censo de 2011, este distrito tinha uma população de 2.446.265 habitantes e uma densidade populacional de 486 habitantes/km².